# Grafschaft Walbeck
Die Grafschaft Walbeck war ein mittelalterliches Herrschaftsgebiet mit dem Hauptort Walbeck nordöstlich von Helmstedt in der heutigen Stadt Oebisfelde-Weferlingen in Sachsen-Anhalt.
Erster Graf war der 930 verstorbene Lothar I. Das Stift Walbeck wurde 942 vom Grafen Lothar II. auf seiner Burg als Hauskloster der Walbecker Grafen gegründet. Die Grafen von Walbeck waren in der älteren Linie von 985 bis 1009 Markgrafen der Nordmark. Mit dem Aussterben der jüngeren Linie wohl in der zweiten Hälfte des 11. Jahrhunderts ging die Grafschaft Walbeck an die Grafen von Plötzkau über, die dann auch Markgrafen der Nordmark wurden. Bekanntester Angehöriger der Familie ist der Bischof und Geschichtsschreiber Thietmar von Merseburg (975–1018).

## Ausdehnung
Unmittelbar nordwestlich an die Grafschaft Sommerschenburg stieß die Grafschaft Walbeck. Die Besitzungen der Grafen von Walbeck lagen gleich denen der Lehnsgrafen von Sommerschenburg meist im Nordthüringgau und gehörten in die Diözese von Halberstadt, die eben die Landschaft Nordthüringen umfasste. Da aber nach Stiftung des Erzbistums Magdeburg das Bistum Halberstadt für diese Gegenden sowie für die Teile seiner Diözese, die sich in die Nordmark (spätere Altmark) erstreckten, von der Erzdiözese Mainz gelöst und in die Erzdiözese Magdeburg eingeordnet wurde, auch die sächsische (plattdeutsche) Mundart hier vorherrschend war (die sich ja bis in die Reformationszeit hier über das ganze nordöstliche Thüringen ausdehnte, so dass sie in dieser früheren Zeit noch bis Halle an der Saale reichte und zwischen Halle und Merseburg ihre Grenze hatte, wie jetzt zwischen Bernburg und Aschersleben), müssen wir Sommerschenburg und Walbeck noch zu Sachsen und also notwendig zu Ostfalen rechnen.
Als walbeckische Besitzungen haben wir in älterer Zeit Walbeck selbst (Waldbeke oder Waldbike, nach dem damals in die Aller mündenden Waldbach, jetzt Riola genannten Bach, an dem es liegt), sodann Burg Weferlingen und Zubehör (die Dörfer Siestedt, Ribensdorf, Klinze, Everingen, Belsdorf, Bensdorf, Eickendorf, Hödingen, Eschenrode, Seggerde und Döhren) zu betrachten; sodann einen Teil von Wolmirstedt, ferner Nord-Germersleben und Tundersleben, Santersleben (Groß-Sandersleben) und Wodenswege (Gutenswegen), Redmersleben (Rottmersleben), und Arneburg (letzteres wohl altmärkisches Lehen).

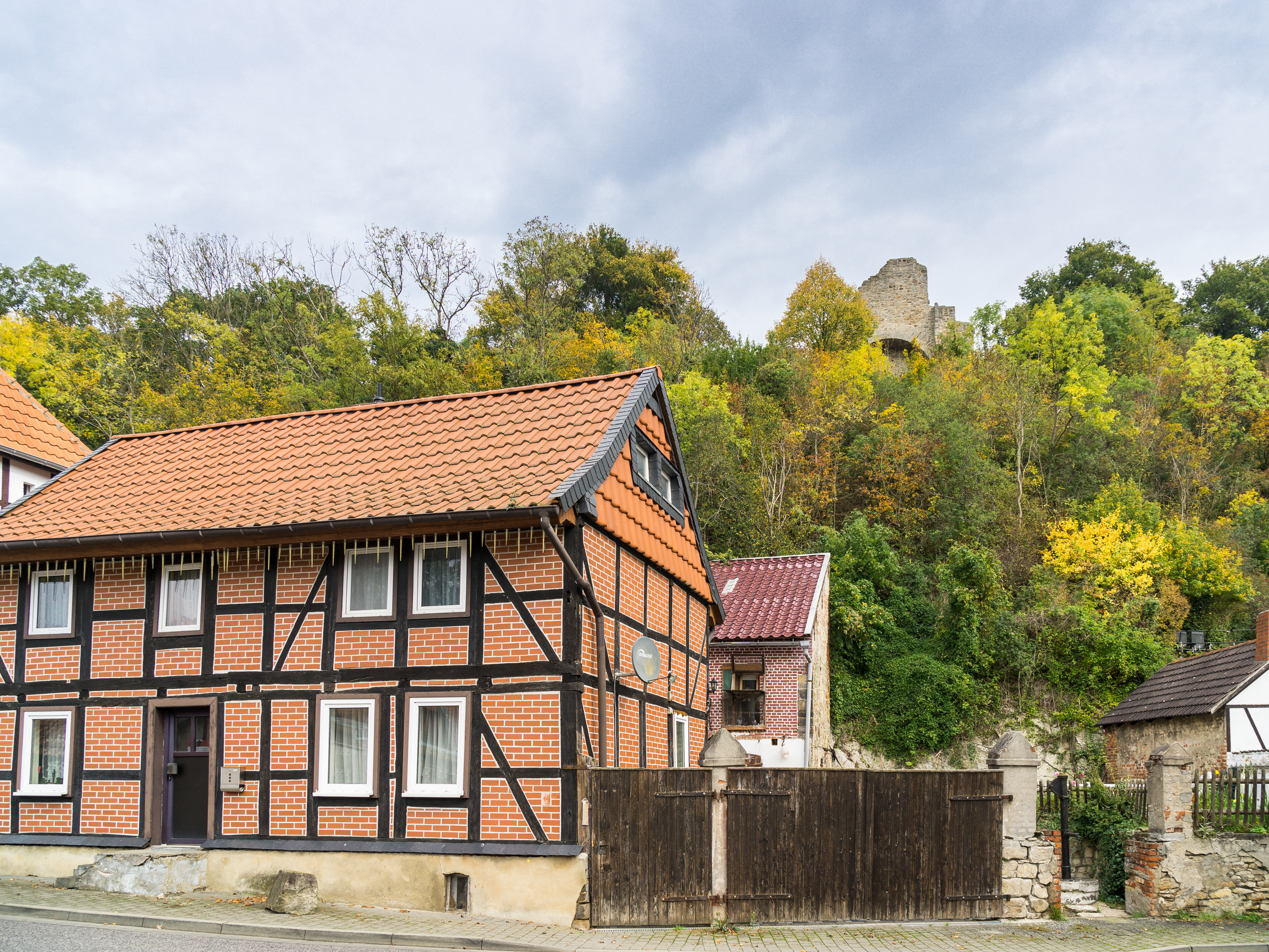
Standort der Burg Walbeck (heute Ruine der Stiftskirche Walbeck)
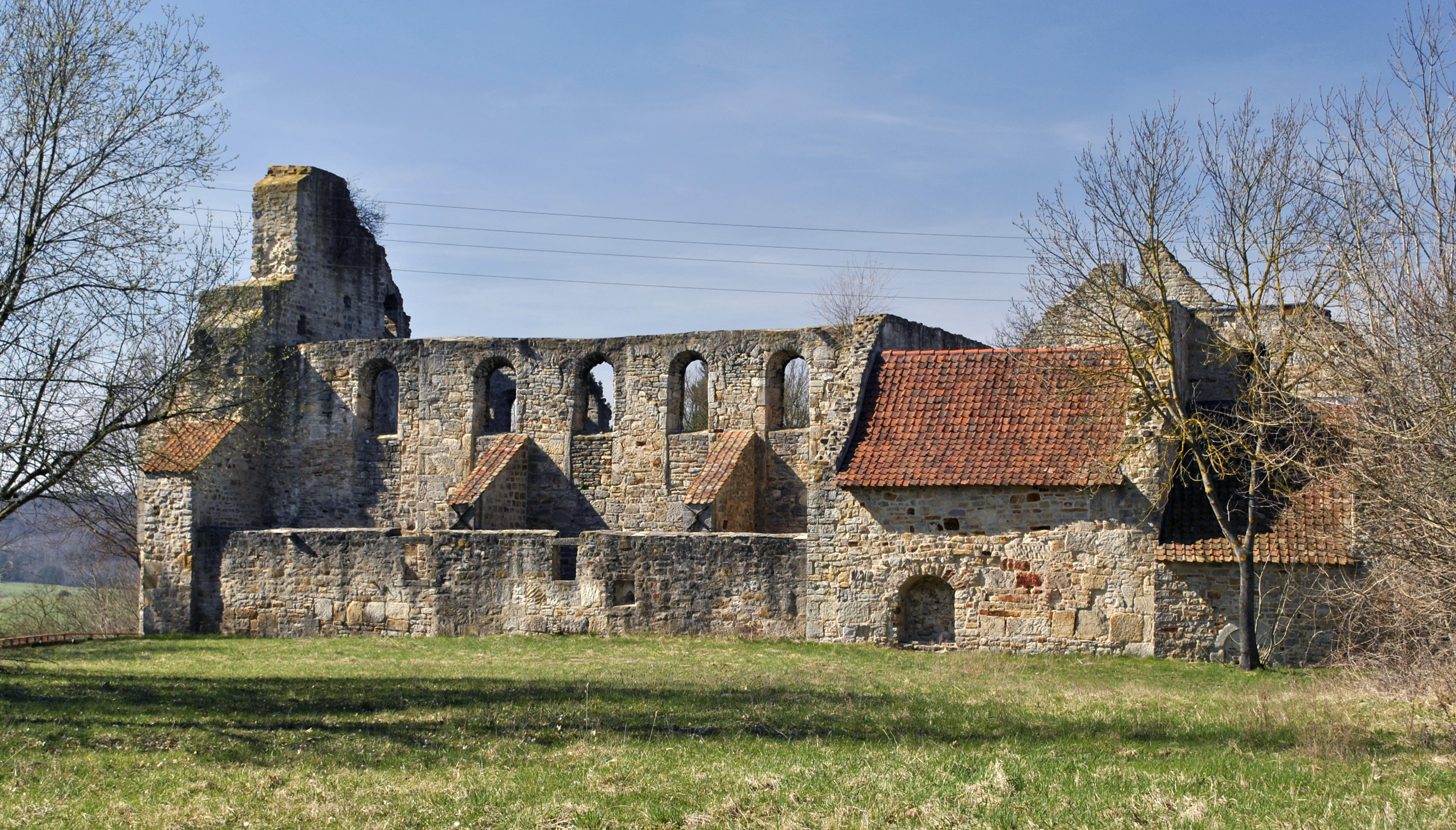
Stiftskirche Walbeck
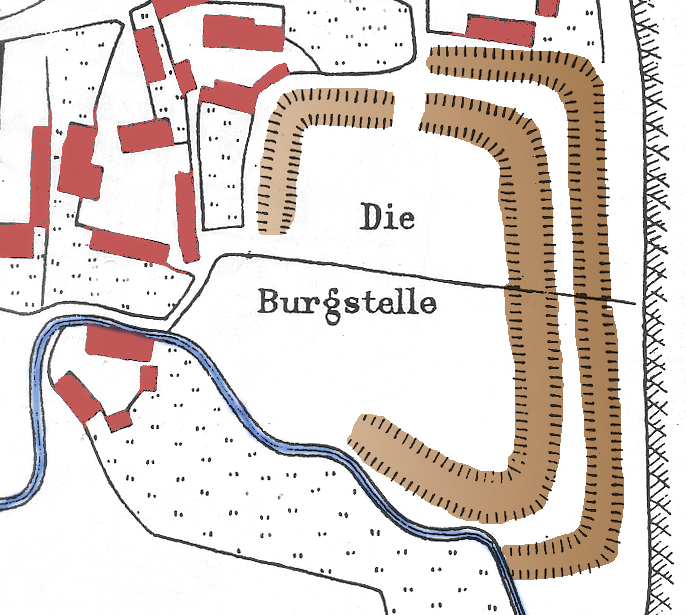
Lage der Burg Weferlingen
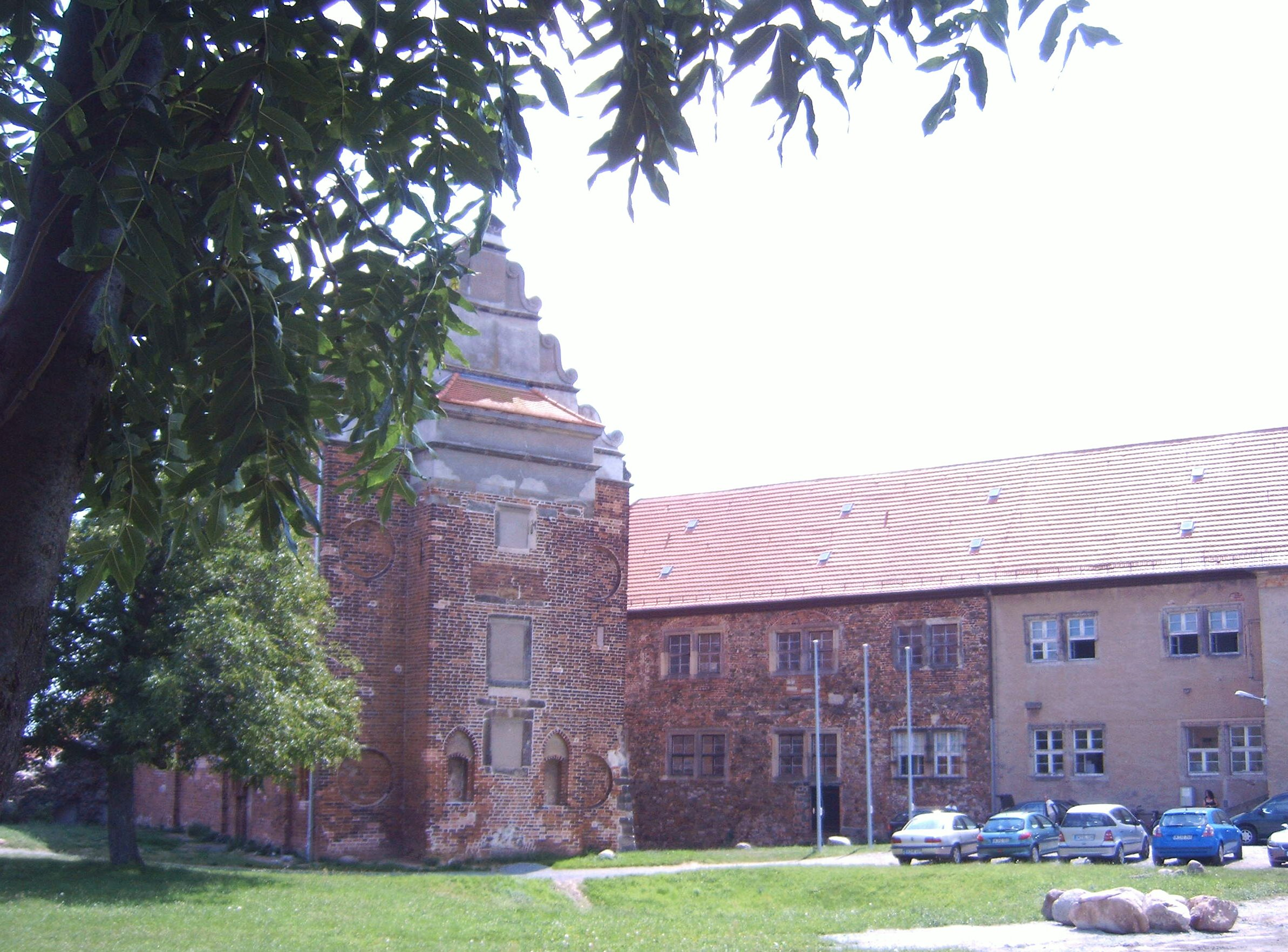
Schlosskapelle und Palas der Burg Wolmirstedt
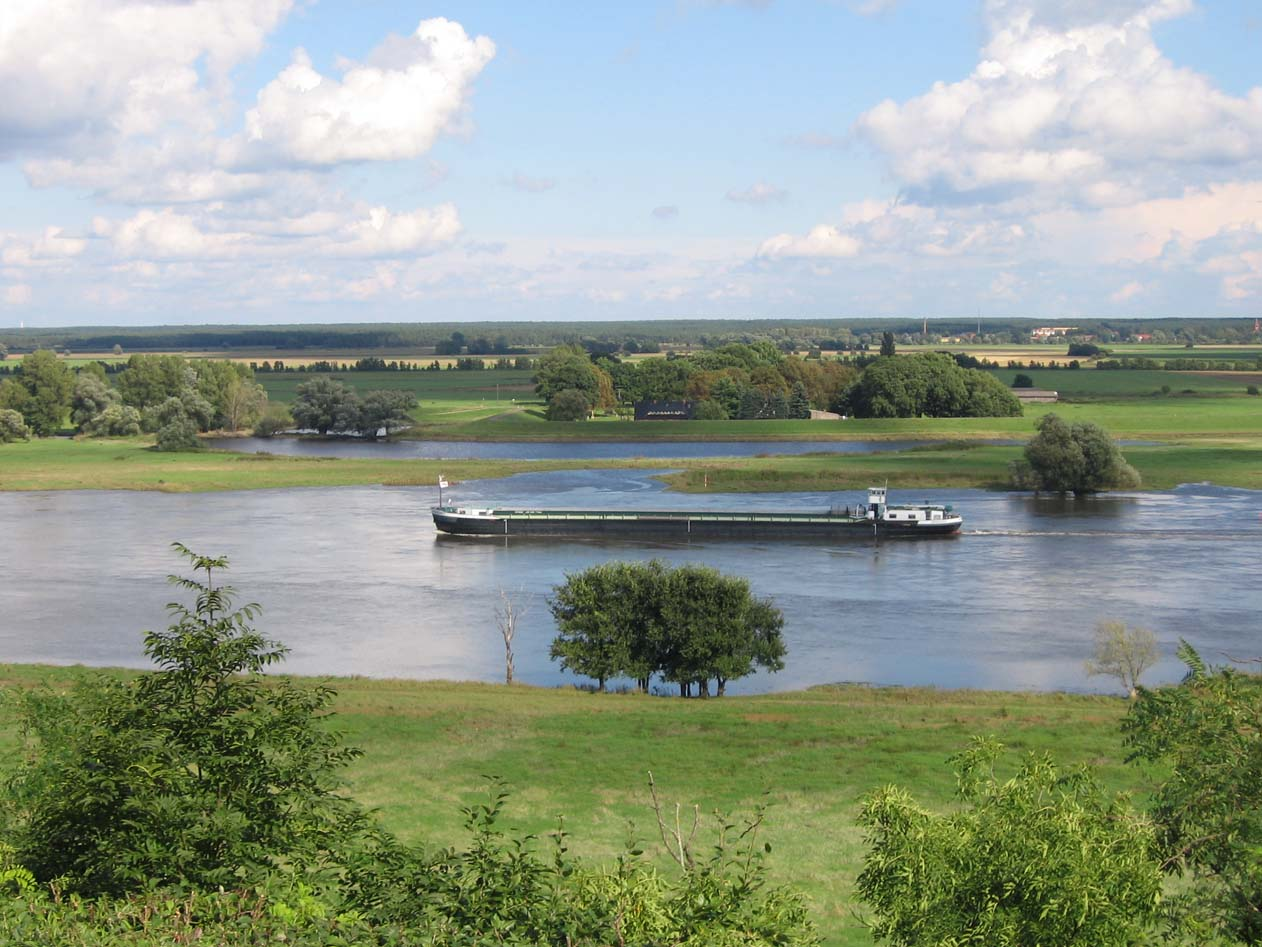
Blick vom Burgberg Arneburg auf die Elbe

## Stammliste der Grafen von Walbeck
1. Lothar I. von Walbeck der Ältere, † 5. September 929
  1. Lothar II. von Walbeck der Jüngere, † 964; ⚭ Mathilde Gräfin von Arneburg, ließ ab 942 die Stiftskirche Walbeck erbauen
    1. Lothar III., † 25. Januar 1003, 985 Markgraf der Nordmark; ⚭ Godila
      1. Werner von Walbeck, † 11. November 1014, 1003 Markgraf der Nordmark, 1009 abgesetzt; ⚭ Januar 1003 Luitgard von Meißen, † 13. November 1012, Tochter des Markgrafen Ekkehard I.
      2. Lothar IV., † 1033, gefallen, Markgraf der Nordmark ⚭ N.N.
        1. Siegfried, † nach 1087, Graf von Derlingau und im Nordthüringgau; ⚭ N.N.
          1. Oda, † 1152; ⚭ Goswin I. von Heinsberg, † 1128

      3. Berthold, † 1018 oder später; ⚭ 1. Irmgard von Aspelt, ⚭ 2. N.N.
        1. (2) Irmgard, † 5. Februar 1075; ⚭ Chadalhoch Graf im Isengau, † 30. Oktober 1050, (Aribonen)

      4. Dietrich, Domherr in Magdeburg

    2. Eila, † 19. August 1015; ⚭ Berthold Markgraf im Nordgau, † 15. Januar 980 (Babenberger, Schweinfurt (Adelsgeschlecht))
    3. Siegfried, † 15. März 990, Graf; ⚭ Kunigunde von Stade, † 13. Juli 997, Tochter des Grafen Heinrich
      1. Heinrich, Graf
      2. Friedrich, Burggraf von Magdeburg; ⚭ Thietberga
        1. Konrad, Burggraf von Magdeburg
          1. Mathilde, Erbin von Walbeck, ⚭ Dietrich Graf von Plötzkau, † 13. August ...

      3. Thietmar von Merseburg, * 25. Juli 975, † 1. Dezember 1018, 1009 Bischof von Merseburg, Geschichtsschreiber
      4. Siegfried, Bischof von Münster 1002–1032
      5. Bruno, Bischof von Verden 1034–1049